# Silvio Cadelo
Silvio Cadelo (* 10. Oktober 1948 in Modena) ist ein italienischer Comiczeichner.
Nach seinem Kunststudium arbeitete Cadelo als Bühnenbildner beim Theater. Ende der 1970er Jahre entdeckte er das Medium Comic und zeichnete alsbald für das Magazin Linus. 1981 erschien sein erstes Album, Skeol, welches grafisch vom Magazin Métal hurlant, besonders Moebius, inspiriert war. Alejandro Jodorowsky lud ihn ein, mit ihm die Geschichte La Saga d'Alandor (dt.: Die Saga von Alandor) zu realisieren. Nach zwei Alben jedoch trennten sich die beiden aufgrund von Meinungsverschiedenheiten. Allerdings war Cadelo nun auch in Frankreich populär. Es folgten Veröffentlichungen im Magazin (à suivre) und weitere Alben mit phantasievollen und erotischen Inhalten.

## Alben
- Tulipan d´amore (Schreiber & Leser, 1990)
- Vogliadicane – Mordlust (2 Alben, Schreiber & Leser, 1990–1994)
- Die Abenteuer des jungen Saturn (Schreiber & Leser, 1994)
- Die Saga von Alandor (Schreiber & Leser, 1996)